# Nordic Institute for Theoretical Physics
Das Nordic Institute for Theoretical Physics (NORDITA, Nordita) ist ein Institut für theoretische Physik der nordischen Länder mit Sitz in Stockholm.

## Geschichte
Nordita wurde 1957 als Nordic Institute for Theoretical Atomic Physics in Kopenhagen gegründet (auf Anregung von Niels Bohr), wo es eng mit dem Niels-Bohr-Institut verbunden war. Seit 2007 ist es von Kopenhagen nach Stockholm umgezogen, wo es von der Königlichen Technischen Hochschule (KTH) und der Universität Stockholm getragen wird. Sitz ist auf dem AlbaNova-Campus der Stockholmer Universitäten (Roslagstullsbacken 23). Finanziert wird es über den Nordischen Ministerrat von Dänemark, Schweden, Norwegen, Island und Finnland.
Professoren am Nordita sind bzw. waren Ben Mottelson, Allan Roy Mackintosh, Paolo Di Vecchia, Axel Brandenburg, Christopher Pethick (Direktor von 1989 bis 1994), Gerald Brown (bis 1985), Wilfried Buchmüller, Alan Luther, Sabine Hossenfelder (Assistenzprofessur 2009 bis 2015), Katherine Freese (Direktorin 2014 bis 2016). Direktor war bis 1971 Christian Møller. Direktor des Instituts wurde 2024 Mikael Fogelström.
Die Hauptforschungsbereiche bei Nordita sind Astrophysik, Physik der kondensierten Materie und Hochenergiephysik.